# The Mummy Returns
The Mummy Returns (bra: O Retorno da Múmia; prt: O Regresso da Múmia) é um filme estadunidense de 2001, escrito e dirigido por Stephen Sommers e estrelado por Brendan Fraser, Rachel Weisz, John Hannah, Arnold Vosloo, Oded Fehr, Patricia Velásquez e Freddie Boath. 
Trata-se de uma continuação de A Múmia e faz parte da franquia de filmes A Múmia.
The Mummy Returns inspirou o filme de 2002 The Scorpion King, que se passa 5 mil anos antes e cujo personagem homônimo, interpretado por Dwayne Johnson (The Rock), foi introduzido neste filme. Ele foi seguido pela sequência de 2008 The Mummy: Tomb of the Dragon Emperor.

## Sinopse
A múmia do maligno Imhotep segue em busca da imortalidade, pronta para novamente andar na Terra. Só que desta vez terá de enfrentar outra força do mal bem mais poderosa, e a colisão dessas forças põe em risco o destino da humanidade.

## Elenco
- Brendan Fraser como Rick O'Connell
- Rachel Weisz como Evelyn Carnahan "Evy" O'Connell/Princesa Nefertiri
- Freddie Boath como Alex O'Connell
- John Hannah como Jonathan Carnahan
- Oded Fehr como Ardeth Bay
- Arnold Vosloo como sumo sacerdote Imhotep
- Patricia Velásquez como Meela Nais/Anck-Su-Namun
- Alun Armstrong como Baltus Hafez
- Adewale Akinnuoye-Agbaje como Lock-Nah
- Shaun Parkes como Izzy Buttons
- Dwayne Johnson como Mathayus, o Escorpião-Rei
- Bruce Byron como Red
- Joe Dixon como Jacques
- Tom Fisher como Spivey
- Aharon Ipalé como Faraó Seti 1.º

## Recepção

### Bilheteria
The Mummy Returns ganhou o lucro bruto (bilheterias do mundo todo menos o orçamento) de $335,013,000, que, tendo em conta a inflação, é um pequeno percentual menor do que foi o lucro bruto de The Mummy ($335,933,000). No dia da abertura, o filme ganhou $24,134,667. O filme arrecadou $202,019,785 nos Estados Unidos e Canadá e $230,993,489 em outros lugares, totalizando em $433,013,274 mundialmente.

### Crítica
The Mummy Returns recebeu críticas mistas dos críticos. Ele detém atualmente uma classificação de "podre" de 47% no Rotten Tomatoes, baseado em 139 opiniões. Metacritic
relatado, com base em 31 comentários, uma classificação média de 48 em 100.

## Prêmios e indicações
Prêmio Saturno (2002)
- Indicado
  - Melhor filme de ficção científica[carece de fontes?]
  - Melhor maquiagem[carece de fontes?]
  - Melhores efeitos especiais[carece de fontes?]
  - Melhor performance de ator infantil (Freddie Boath)[carece de fontes?]

## Trilha sonora
The Mummy Returns: Original Motion Picture Soundtrack foi lançado em 1 de maio de 2001 pela Decca Records.[carece de fontes?]
Ele contém a pontuação composta e conduzida por Alan Silvestri, embora lhe falte material de ouvido durante as sequências de ação climáticas. Outra característica é uma versão da música "Forever May Not Be Long Enough", da banda de rock Live, que pouco difere da versão do álbum da canção.[carece de fontes?]
| N.º | Título                                                 | Duração |  |
| 1.  | "The Legend of the Scorpion King"                      | 4:55    |  |
| 2.  | "Scorpion Shoes"                                       | 4:24    |  |
| 3.  | "Imhotep Unearthed"                                    | 4:22    |  |
| 4.  | "Just an Oasis"                                        | 1:25    |  |
| 5.  | "Bracelet Awakens"                                     | 1:28    |  |
| 6.  | "Evy Kidnapped"                                        | 5:55    |  |
| 7.  | "Rick's Tattoo"                                        | 1:59    |  |
| 8.  | "Imhotep Reborn"                                       | 2:42    |  |
| 9.  | "My First Bus Ride"                                    | 7:45    |  |
| 10. | "The Mushy Part"                                       | 2:42    |  |
| 11. | "A Gift and a Curse"                                   | 5:32    |  |
| 12. | "Medjai Commanders"                                    | 2:03    |  |
| 13. | "Evy Remembers"                                        | 4:03    |  |
| 14. | "Sandcastles"                                          |         |  |
| 15. | "We're In Trouble"                                     |         |  |
| 16. | "Pygmy Attach"                                         |         |  |
| 17. | "Come Back Evy"                                        |         |  |
| 18. | "The Mummy Returns"                                    | 7:44    |  |
| 19. | "Forever May Not Be Long Enough" (Performance de Live) | 3:47    |  |